# Sixten Johansson
För den svenske författaren och översättaren Sixten Ingemar Johansson se Ingemar Johansson (författare)
Sixten Emanuel Petri Johansson, född 25 januari 1910 i Boden i Norrbotten, död på samma ort 13 oktober 1991, var en svensk backhoppare som tävlade på 1930-talet. Han representerade Bodens BK.

## Karriär
Johansson tävlade i olympiska spelen 1936 i Garmisch-Partenkirchen i Tyskland. Han startade i backhoppstävlingen och hoppade 63,0 meter i första omgången. Han låg då på en 21:a plats. I andra omgången hoppade Johansson 66,0 meter och blev nummer femton totalt. Tävlingen vanns av norrmannen Birger Ruud, 1,7 poäng före Sven Eriksson (senare Sven Selånger) från Sverige.
Johansson tilldelades Bodens BK:s guldmedalj och hedersnål 1949.